# Bad Herrenalb

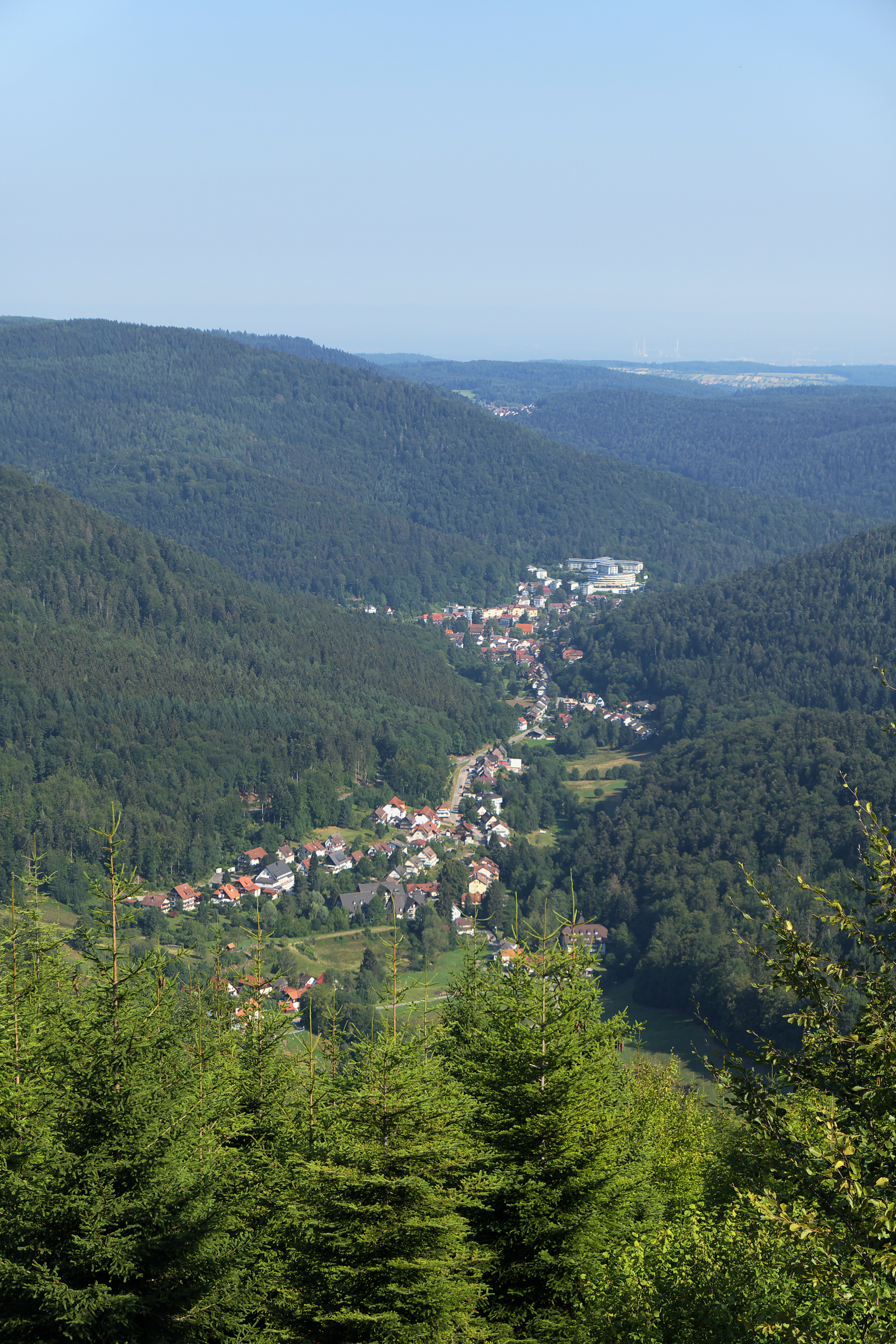
Blick vom Westweg durch das Gaistal und über den gleichnamigen Ortsteil hinweg bis nach Bad Herrenalb

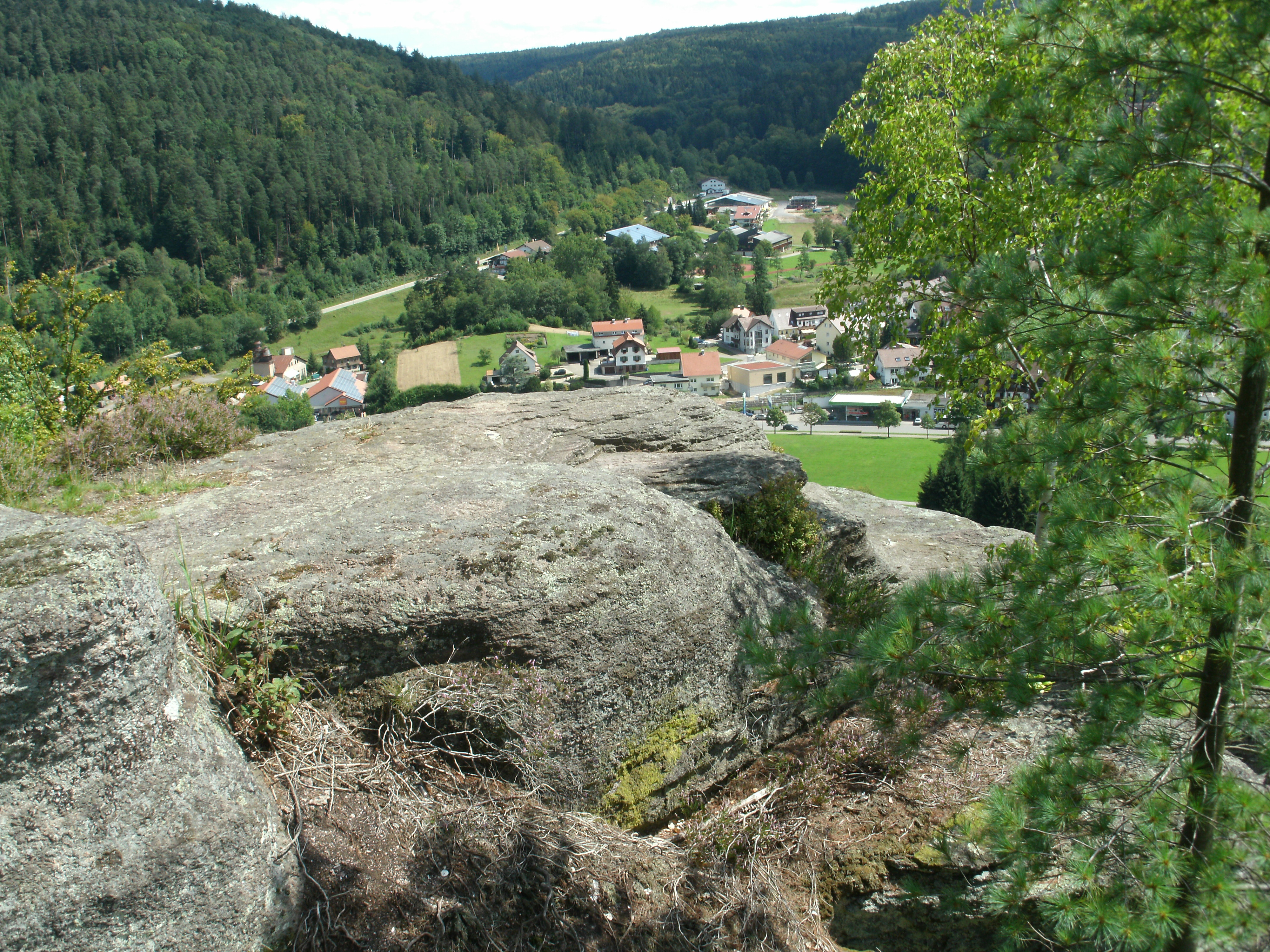
Aussicht über den Falkensteinfelsen hinweg auf die Straße nach Rotensol

Bad Herrenalb (bis 1971 Herrenalb) ist eine baden-württembergische Kurstadt mit 7640 Einwohnern (31. Dezember 2023) im Landkreis Calw. Seit 1954 führt Bad Herrenalb das Prädikat heilklimatischer Kurort. Die Stadt gehört zur Region Nordschwarzwald. Die aus einem Kloster hervorgegangene Kleinstadt liegt im oberen Tal des Flusses Alb.

## Geografie

### Geografische Lage
Das auf 365 m ü. NHN Höhe im westlichen Nordschwarzwald in einer Aufweitung des oberen Tals der Alb gelegene Bad Herrenalb ist von bis zu 947 m hohen, bewaldeten Bergen umgeben.
Der Fluss Alb entspringt in Luftlinie fünfeinhalb Kilometer südlich der Stadt, durchfließt Bad Herrenalb von Süden nach Norden und wird hier von mehreren Zuflüssen gespeist. Zum einen vom Rennbach von links ganz im Süden am Campingplatz; dem Gaisbach im Kurpark und dem Dobelbach im Norden an der Grenze zum Stadtteil Kullenmühle, beide fließen von rechts zu; und zuletzt wieder von links vom Bernbach am Ende dieses Stadtteils. Alle vier sind recht kleine Bäche mit einer Länge zwischen zweieinhalb und etwas über vier Kilometern, die aber durch ausgebildete Seitentäler zufließen.
Diese Seitentäler gliedern die umgebenden Höhen in Einzelberge, die also zumeist Mündungssporne dieser Bäche sind. Im Südwesten beginnend sind es im Uhrzeigersinn der Ausleger Bottenberg (563,7 m ü. NHN) zwischen Rennbach und abfließender Alb, hinter dem sich der Rennberg (744,1 m ü. NHN) erhebt; die Kuppe Hardtkopf (559,2 m ü. NHN) auf dem Sporn Sägberg zwischen Bernbach und der ablaufenden Alb über Kullenmühle im Norden; der Maienberg (720,7 m ü. NHN) zwischen dem mündenden Dobel- und Gaisbach im Osten; sowie der Wurstberg (691,9 m ü. NHN) im Süden zwischen dem Gaisbachtal und dem oberen Albtal.
Der südlichste Punkt der Gemarkung liegt oberhalb des Albursprungs an der Wasserscheide zum Murgtal auf dem Langmartskopf, knapp einen Kilometer nordöstlich davon ist der Lerchenstein mit 947,4 m ü. NHN die höchste Erhebung Bad Herrenalbs. Der tiefste Geländepunkt liegt auf 320 m ü. NHN an der Alb auf der Grenze zu Marxzell bei Steinhäusle.
Bereiche des Talbodens im Albtal ober- und unterhalb von Bad Herrenalb sowie des Moosalbtals bei Althof gehören zum Naturschutzgebiet Albtal und Seitentäler. Die drei Landschaftsschutzgebiete Albtalplatten und Herrenalber Berge, Staatswald südlich Bernbach und Bottenberg nehmen gut 55 % der Gemeindefläche ein.
Die Böden bestehen überwiegend aus lockerem rotem Buntsandstein. Um Kullenmühle tritt verkieseltes Porphyrkonglomerat des oberen Rotliegenden zutage, das die als Naturdenkmale ausgewiesenen Felsengruppen Falkenstein und Zwölf Apostel bildet. Im Albtal und Gaistal im Süden der Gemeindefläche wird der Granit des Grundgebirges angeschnitten.
Wie schon im ehemaligen Land Württemberg befindet sich Herrenalb innerhalb des Landkreises Calw in einer westlichen Randlage. Der etwa 700 m hohe Bergzug bei Dobel trennt die Stadt vom übrigen Kreisgebiet. Die Fahrtstrecke in die Kreisstadt Calw im Tal der Nagold beinhaltet zwei Passübergänge und die Querung des Enztals. Das verkehrsgünstigere Albtal führt von Bad Herrenalb ins badische Ettlingen (Landkreis Karlsruhe), wo es in die Oberrheinebene mündet.

### Nachbargemeinden
Bad Herrenalb hat Grenzen zu sieben Städten und Gemeinden aus vier Landkreisen. Im Uhrzeigersinn, beginnend im Norden, sind das: Marxzell mit seinen Gemarkungen Burbach und Schielberg (Landkreis Karlsruhe), Straubenhardt mit den Gemarkungen Langenalb und Feldrennach (Enzkreis), Dobel (Landkreis Calw), Gernsbach mit seiner Gemarkung Reichental; Loffenau, die Gaggenauer Gemarkungen Sulzbach, Rotenfels und Michelbach (alle Landkreis Rastatt); Malsch mit einer Exklave der Gemarkung Völkersbach am Mahlberg (Landkreis Karlsruhe) und die Gaggenauer Gemarkung Freiolsheim (Landkreis Rastatt).

### Stadtgliederung
Zur Stadt Bad Herrenalb gehören die Stadt Bad Herrenalb, die Weiler Aschenhütte, Gaistal, Kullenmühle, Steinhäusle und Zieflensberg, seit der Gemeindereform in den 1970er Jahren auch die ehemaligen Gemeinden Bernbach, Neusatz und Rotensol.
Zur ehemaligen Gemeinde Bernbach gehören das Dorf Bernbach, das Dorf Althof und die Häuser Hardtscheuer.
Zur ehemaligen Gemeinde Neusatz gehört das Dorf Neusatz.
Zur ehemaligen Gemeinde Rotensol gehören das Dorf Rotensol und die Häuser Dobeltal und Steinhäusle.
In den ehemaligen Gemeinden sind Ortschaften im Sinne der baden-württembergischen Gemeindeordnung mit jeweils eigenem Ortschaftsrat und Ortsvorsteher als dessen Vorsitzender eingerichtet.

### Flächenaufteilung
Nach Daten des Statistischen Landesamtes, Stand 2015.

### Schutzgebiete
Bad Herrenalb hat Anteil am Naturschutzgebiet Albtal und Seitentäler, zu welchem die Auebereiche von Alb, Moosalb und Holzbach gehören. Ein Großteil der Stadtfläche steht unter Landschaftsschutz. Ausgewiesen sind die Landschaftsschutzgebiete Staatswald südlich Bernbach, Albtalplatten und Herrenalber Berge und Bottenberg. Zudem befinden sich auf der Stadtfläche einige Teilgebiete des FFH-Gebiets Albtal mit Seitentälern und des Vogelschutzgebiets Nordschwarzwald. Bad Herrenalb liegt im Naturpark Schwarzwald Mitte/Nord.

## Geschichte

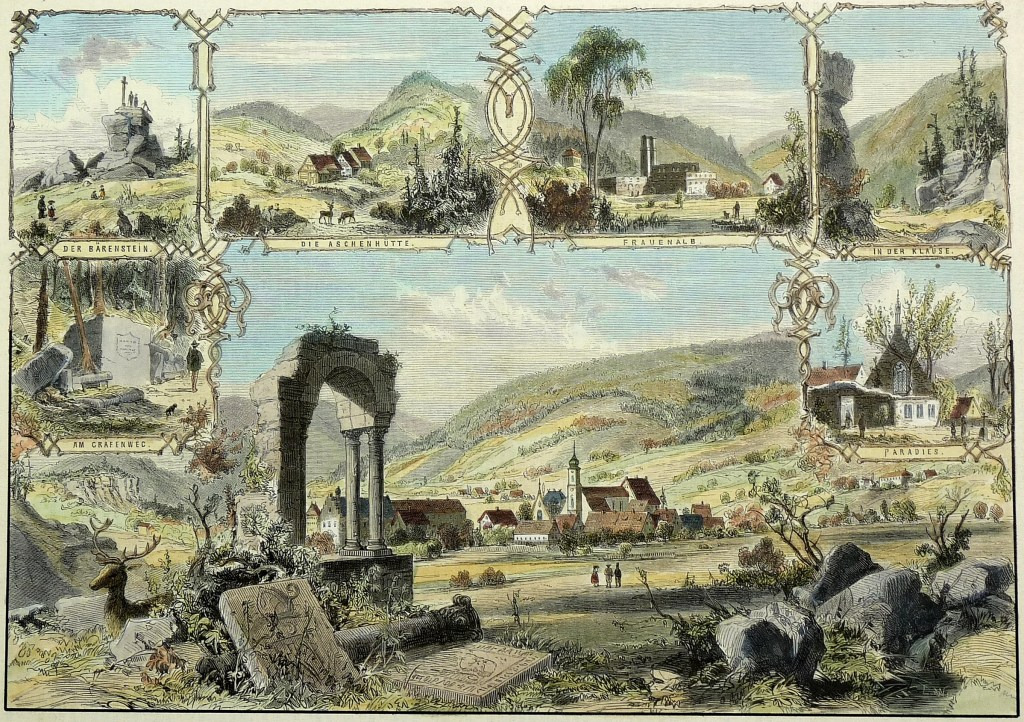
Historische Ansichten der Gegend von Herrenalb: Gesamtansicht mit Ruinenfragmenten, Am Grafenweg, Der Bernstein, Die Aschenhütte, Frauenalb, In der Klause, Paradies. 1874, nach Eduard von Kallee.

Um 1149 stiftete Berthold von Eberstein das Kloster Herrenalb, lateinisch Alba dominorum, und übergab es den Zisterziensern. Ab 1275 war das Hauskloster der Ebersteiner reichsunmittelbar. Bis 1450 hatte Herrenalb durch Schenkungen und Käufe ein weit verstreutes Herrschaftsgebiet aus dutzenden Flecken und Dörfern erworben. Die Schirmherrschaft war zwischen den durch ihre Schenkungen geschwächten Ebersteinern, den Markgrafen von Baden und den Württembergern umstritten. In einem Kompromiss mit Baden setzte sich Württemberg im Jahr 1497 als Schirmherr über den Großteil des Herrenalber Herrschaftsgebiets durch. Während der Reformation in Württemberg wurde das Kloster 1535 erstmals aufgehoben und die Reichsunmittelbarkeit ging verloren. In der Folge wurde das Kloster zeitweise wieder katholisch, von 1556 bis 1595 beherbergte es eine evangelische Klosterschule. Nach Zerstörungen im Dreißigjährigen Krieg wurde es 1649 endgültig aufgehoben. Die um den Klosterbereich herum entstandenen Ansiedlungen wurden 1791 zur württembergischen Gemeinde erhoben.
Das Klosteramt Herrenalb kam 1808 bei der Umsetzung der neuen Verwaltungsgliederung im Königreich Württemberg zum Oberamt Neuenbürg.
Nach jahrelangen Bemühungen des Schultheißen Erhard Beutter wurde am 3. November 1887 dem Pfarrdorf Herrenalb das Prädikat einer Stadt verliehen.
Bereits 1840 gründete der aus Naumburg stammende Arzt Phil. Friedrich Weiß eine Kaltwasserheilanstalt. Infolge finanzieller Probleme wurde die Anstalt 1847 von dem aus Bietigheim stammenden Johannes Bernhard Zipperlen übernommen. Dieser war im Vorfeld in Priesnitz und ab 1843 Leiter der Kaltwasseranstalt Teinach. 1857 wurde die Leitung vom preußischen Militärarzt Heinrich Kleinerzt übernommen. Unter seiner Leitung entwickelte sich der Kurbetrieb sehr stark. Nach diesem wurde 1876 die Leitung durch den ehemaligen Oberstabsarzt Tüllmann übernommen. Nach dessen Tode wurde um 1885 die Kaltwasseranstalt durch den Mannheimer „Kehlkopfspezialisten“ Carl August Mermagen geführt, der später den Titel Hofrat erhielt. Er wandelte die Wasserheilanstalt in ein Sanatorium für Nervenkranke um. Sie stand noch nach der Jahrhundertwende unter der Leitung des Hofrats Mermagen.
Bei der Kreisreform während der Zeit des Nationalsozialismus in Württemberg gelangte Herrenalb 1938 zum Landkreis Calw. Nach dem Zweiten Weltkrieg fiel die Stadt in die Französische Besatzungszone und kam somit 1947 zum neu gegründeten Land Württemberg-Hohenzollern. 1952 ging das provisorische Nachkriegsland im Regierungsbezirk Südwürttemberg-Hohenzollern auf und gehört seither zum neuen Landes Baden-Württemberg.
Seit 1954 darf sich Herrenalb heilklimatischer Kurort nennen. 1964 führte eine Bohrung in 600 Meter Tiefe auf eine mineralreiche Thermalquelle. Das daraufhin gebaute Thermalbad eröffnete 1971 und aus Herrenalb wurde Bad Herrenalb. Den Namenszusatz „Bad“ führt die Stadt seit dem 26. Juli 1971.
Am 1. Januar 1972 wurde Rotensol eingemeindet. Am 1. Februar 1972 erfolgte die Eingemeindung von Neusatz. Bernbach kam am 1. Januar 1975 hinzu.
Mit der Kreisreform zum 1. Januar 1973 erreichte der Landkreis Calw seine heutige Ausdehnung. Der Landkreis wurde gleichzeitig Teil der neu gegründeten Region Nordschwarzwald, die dem damals neu umschriebenen Regierungsbezirk Karlsruhe zugeordnet wurde. Somit wird die ehedem württembergische Stadt Bad Herrenalb nun auch von der vormals badischen Hauptstadt Karlsruhe aus verwaltet.

### Bürgerentscheid für den Wechsel vom Landkreis Calw zum Landkreis Karlsruhe
Bei einem infolge einer Bürgerinitiative zustande gekommenen Bürgerentscheid am 23. Oktober 2016 stimmte die knappe Mehrheit der stimmberechtigten Wähler für einen Wechsel vom Landkreis Calw zum Landkreis Karlsruhe. 29,77 Prozent der Wahlberechtigten stimmten für den Wechsel, 29,08 Prozent dagegen. Den Ausschlag gaben 43 Stimmen. In einer Stellungnahme des Landkreises Karlsruhe zur Anfrage des Innenministeriums Baden-Württemberg zu den Auswirkungen für den Landkreis Karlsruhe im Falle eines Landkreiswechsels kam der Landkreis Karlsruhe zu dem Schluss, dass ein Landkreiswechsel „in jedem Fall finanzielle Auswirkungen“ für den Landkreis Karlsruhe zur Folge hätte. Ferner stellte der Landkreis Karlsruhe in der Stellungnahme fest, dass die Finanzkraft der dann 33 Kommunen (einschließlich Stadt Bad Herrenalb) des Landkreises Karlsruhe sich verschlechtern würde. Für den Landkreis Karlsruhe bestehen laut Stellungnahme Zweifel, „ob aus Landkreissicht unter Berücksichtigung der dargelegten organisatorischen, personellen und finanziellen Folgen für den Landkreis Karlsruhe, seine rund 435.000 Einwohnerinnen und Einwohner sowie die kreisangehörigen Städte und Gemeinden Gründe des öffentlichen Wohls angenommen werden könnten“. Eine Große Anfrage der baden-württembergischen Grünen und der CDU sowie die Antwort der Landesregierung vom 17. Januar 2018 hatten mögliche Konsequenzen eines Wechsels des Landkreises der Stadt Bad Herrenalb zum Gegenstand. Der Landtag von Baden-Württemberg verweigerte am 20. Dezember 2018 die notwendige Zustimmung, da der Bürgerentscheid rechtlich nicht bindend sei.

## Religionen

### Evangelische Kirchengemeinden

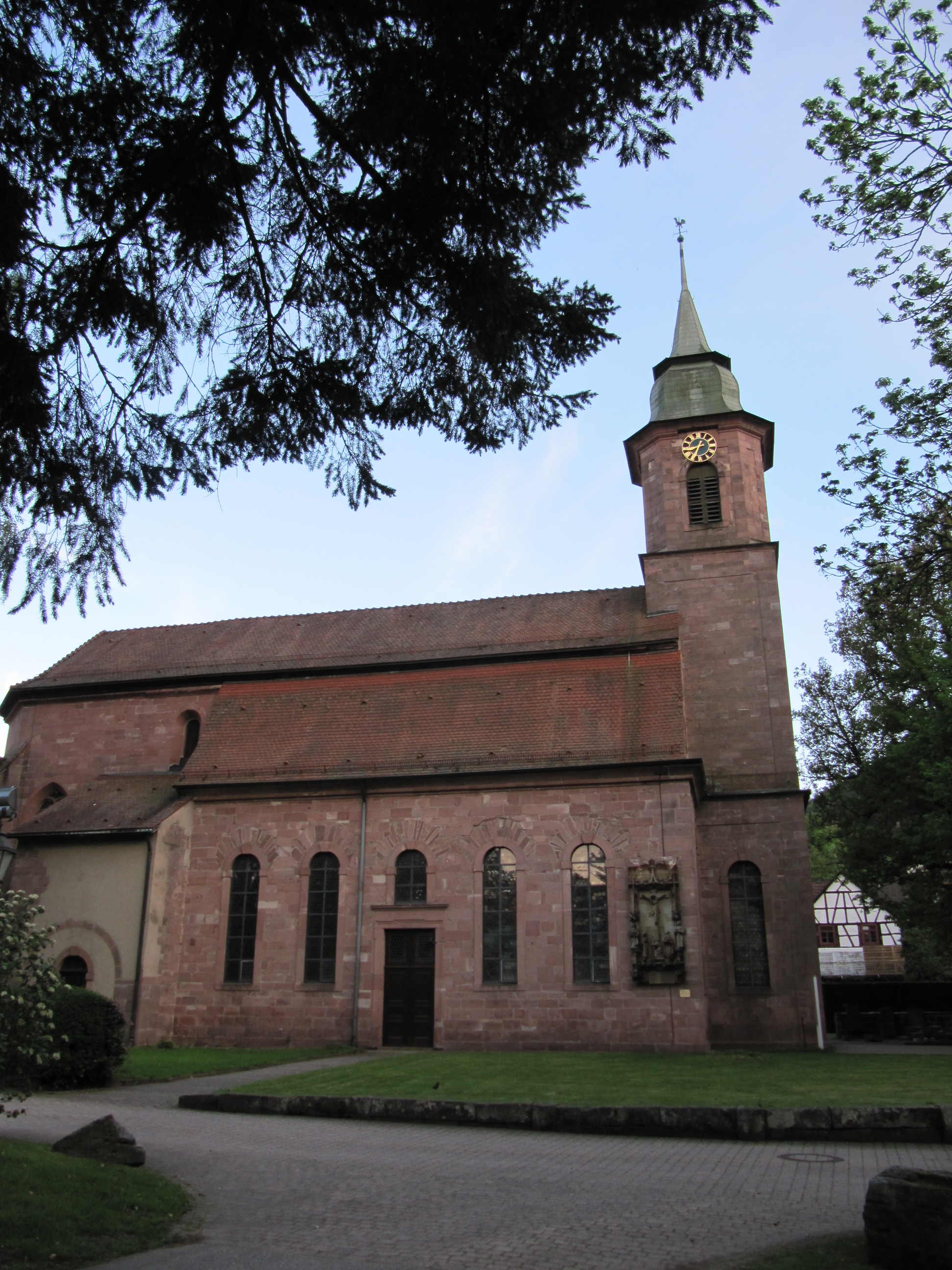
Klosterkirche

Die Evangelische Kirchengemeinde Bad Herrenalb und die Evangelische Kirchengemeinde Bernbach bilden eine Verbundkirchengemeinde. Diese gehört zum Evangelischen Kirchenbezirk Neuenbürg der Evangelischen Landeskirche in Württemberg. Das Evangelische Pfarramt Bad Herrenalb betreut diese Verbundkirchengemeinde.
Die Evangelische Kirchengemeinde Bad Herrenalb umfasst die Stadtmitte, das Gaistal mit Zieflensberg und den Ortsteil Bad Herrenalb-Kullenmühle.
Die Evangelische Kirchengemeinde Bernbach umfasst den Ortsteil Bad Herrenalb-Bernbach mit Althof und Moosbronn (OT von Gaggenau, Landkreis Rastatt).
Die Evangelische Kirchengemeinde Neusatz-Rotensol wurde ab 2020 vom Evangelischen Pfarramt Dobel betreut. Seit 2022 bilden die Evangelische Kirchengemeinde Dobel und die Evangelische Kirchengemeinde Neusatz-Rotensol eine Verbundkirchengemeinde. Diese gehört zum Evangelischen Kirchenbezirk Neuenbürg der Evangelischen Landeskirche in Württemberg. Das Evangelische Pfarramt Dobel betreut diese Verbundkirchengemeinde.
Im Gaistal befindet sich das frühere Haus Aufblick. Es war das Einkehrhaus der Diakonissen von Karlsruhe-Rüppurr. Die Glasfenster der Kapelle wurden von dem Künstler Andreas Felger gestaltet. Heute nennt es sich Evang. Einkehrhaus „Quelle im Gaistal“ und wird von der Schweizerischen Glaubensmission-Deutscher Zweig getragen.
In Bad-Herrenalb-Neusatz befindet sich das Henhöferheim. Getragen wird das Haus vom Freundeskreis der Volksmission der Evangelischen Landeskirche in Baden e. V., der mit dem Amt für Missionarische Dienste der Evangelischen Landeskirche in Baden zusammenarbeitet.
Die Landessynode der Evangelischen Landeskirche in Baden tagt in Bad Herrenalb in ihrem eigenen „Haus der Kirche“. Seit 1947 ist Bad Herrenalb auch Sitz der Evangelischen Akademie Baden, einer Einrichtung der Evangelischen Landeskirche in Baden.

### Katholische Kirchengemeinde
Die St. Bernhards-Kirche wurde 1905 gebaut, nachdem seit 1876 in einer Hauskapelle Gottesdienst gefeiert wurde und mit dem Wildbader Vikar erstmals 1899 ein katholischer Seelsorger für Herrenalb zuständig war. Seit 1946 wohnt in Herrenalb ein eigener Pfarrer; erst 1968 wurde offiziell die Katholische Pfarrgemeinde Bad Herrenalb gegründet. Der Patron von Kirche und Gemeinde ist Bernhard von Clairvaux (1090–1153), die eindrucksvollste Gestalt des Zisterzienserordens. Heute gehören etwa 1900 Katholiken zur Gemeinde Bad Herrenalb (ohne Dobel und Loffenau), zusätzlich etwa 400 mit einem zweiten Wohnsitz.

### Weitere Kirchengemeinden
Auch eine Neuapostolische Kirche gibt es in Bad Herrenalb. Regelmäßig besuchen 60 bis 100 Gläubige die Gottesdienste in der kleinen Kapelle im Weg zur Schanz. Die Kirchengemeinde Bad Herrenalb zählt zur Neuapostolischen Kirche Süddeutschland.

## Ortsteile

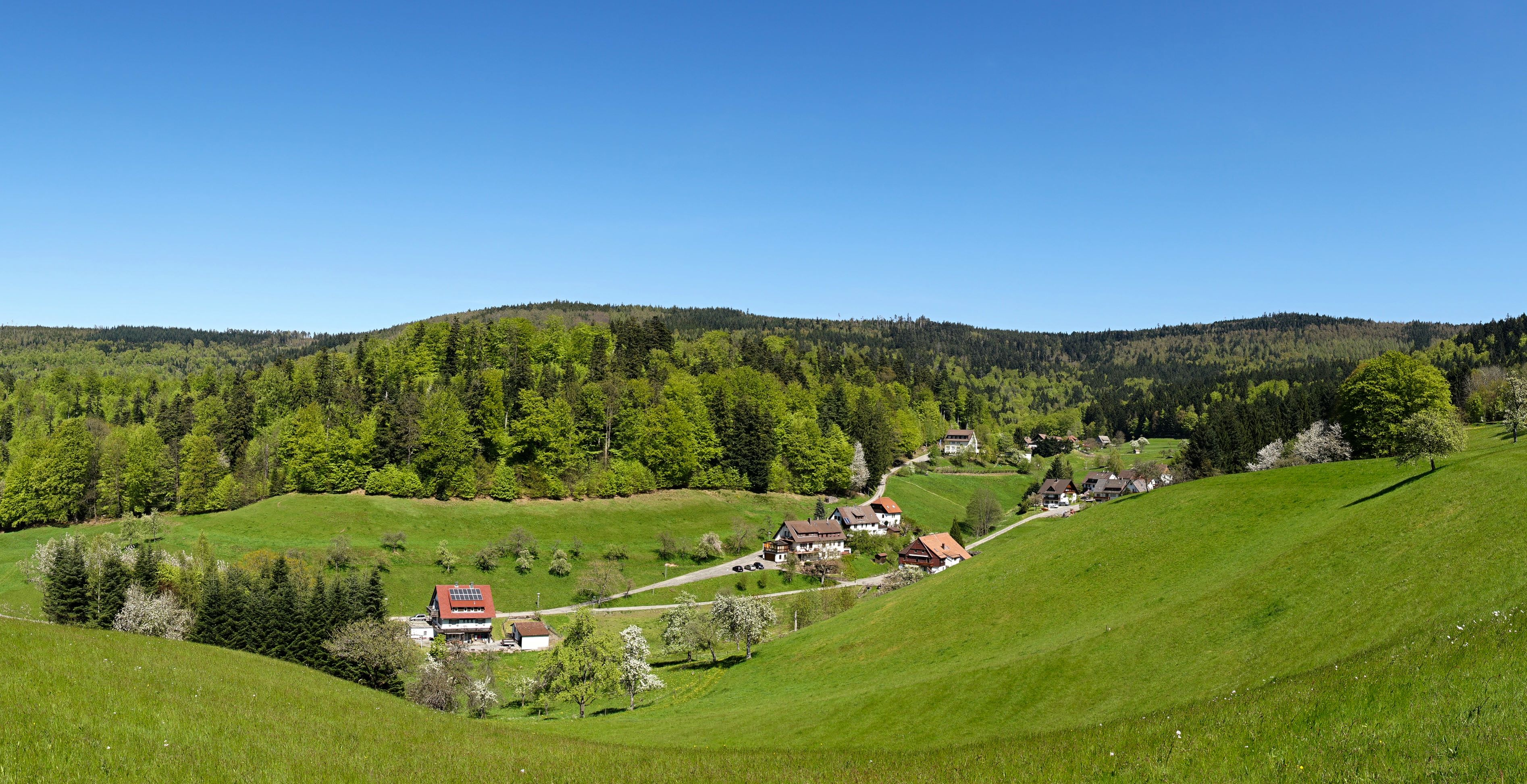
Der Weiler Aschenhütte auf zirka

### Gaistal
Gaistal liegt südlich von Bad Herrenalb im Tal des Gaisbachs. Die vier Weiler Unteres Gaistal, Oberes Gaistal, Aschenhütte und Zieflensberg haben insgesamt knapp 1000 Einwohner. Im Gaistal bestand seit dem Mittelalter ein Viehhof des Klosters. Erst nach der Gründung einer Glashütte im Jahr 1703 wurde das Tal weiter besiedelt.

### Bernbach
Bernbach liegt auf etwa 500 m Höhe nordwestlich von Herrenalb und wurde am 1. Januar 1975 eingemeindet.

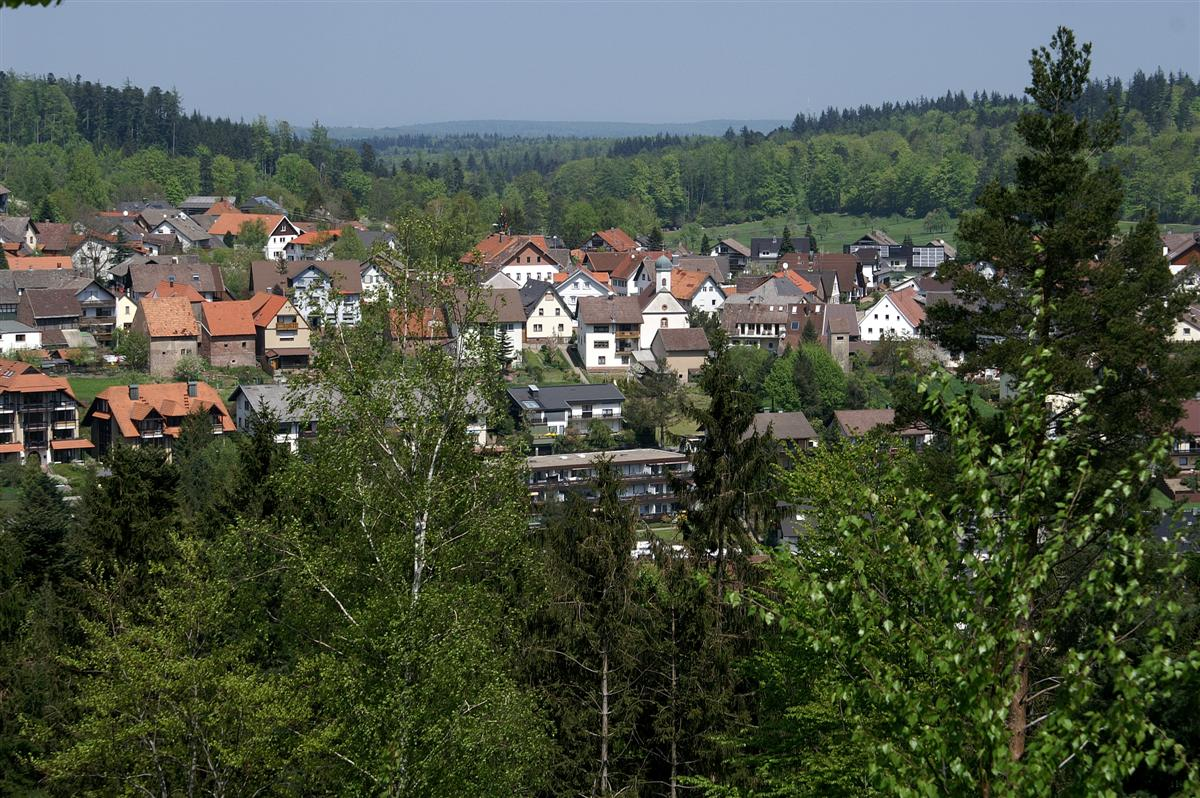
Bernbach

Der Ursprung des Höhendorfes im Bernbachtal liegt ca. 800 Jahre zurück. Der ehemals zu Bernbach zählende Hof Moosbronn wurde am 21. Dezember 1177, erstmals als Weiler von Michelbach, von Papst Alexander erwähnt. Dabei wird der Zisterzienser-Abtei von Herrenalb das Klostergut bestätigt. 1219 wird Bernbach erstmals zusammen mit Michelbach in einer Ebersteiner Urkunde erwähnt.
Die als Haufendorf angelegte Siedlung war von der traditionellen Dreifelder-Wirtschaft bestimmt, die Dorfmitte bilden die Evangelische Kirche und der Dorfplatz. Zusätzlich gehören zu Bernbach die Hardtscheuer am Golfplatz und der Weiler Althof („Alter Hof von Moosbronn“).
Der Ortsname ist den Fachleuten nach nicht aus dem Wort „Bären-bach“ entstanden. Laut der Bernbacher Chronik soll der Name wie folgt entstanden sein: Der „Bär“ im Mittelhochdeutschen auch „ber“ und im schwäbischen „beär“, „bör“ oder auch „bair“ bedeutet so viel wie Eber. Der Zuchteber entstammt dem alten Schwäbischen „bar“, somit hat Bernbach etwas mit Schweinezucht zu tun gehabt. In den Waldgebieten wurden früher tatsächlich viele Schweine gehalten, dies diente damals als Haupterwerbsquelle der Bevölkerung.

### Rotensol
Rotensol liegt in etwa 540 m bis 590 m Höhe nordöstlich von Bad Herrenalb. Seit 1259 war Rotensol eine Klostergemeinde und gehörte zur Zisterzienserabtei Herrenalb im Tal. Es war in Besitz der Ebersteiner und derer von Straubenhardt. Das Waldhufendorf entstand vermutlich aus einer Rodekolonisation. In der Schlacht bei Malsch vom 6.–9. Juli 1796 wurden die Reichstruppen von Erzherzog Karl von Österreich von französischen Truppen unter General Moreau vernichtend geschlagen; das Dorf Rotensol mit damals 150 Einwohnern wurde völlig zerstört. Ein Soldaten-Massengrab, gekennzeichnet durch ein kleines Kreuz und eine Gedenktafel, erinnert an dieses Ereignis.
Die Evangelische Friedenskirche mit Dietrich-Bonhoeffer-Saal wurde 1964 erbaut. Am 1. Januar 1972 wurde Rotensol nach Bad Herrenalb eingemeindet. Es ist seit langem mit Neusatz durch Kooperationen verbunden. So besitzen die Höhenorte eine gemeinsame Freiwillige Feuerwehr sowie Kirchengemeinde. Die wichtigsten Wirtschaftsfaktoren im Dorf sind die Steuerakademie und kleine Gewerbebetriebe.
Die Entstehung des Ortsnamens ist nicht ganz geklärt. Dabei stehen die Möglichkeiten, dass er aus der „Roten Suhle“, einer salzhaltigen „Wildwälze“, oder aus „rot“ (Moder, Fäulnis) und dem indogermanischen „sol“ für Sumpf entstanden ist. Die zweite Version wird als wahrscheinlicher empfunden. Früher wurde Rotensol als „Rothensohl“ geschrieben.

### Neusatz
Neusatz schließt sich östlich an Rotensol an und liegt auf etwa 560 m bis 600 m Höhe. Es entstand vermutlich um 1150 zusammen mit der Rodekolonisation von Rotensol. Einige Feldwege zeigen heute noch den Verlauf der „Hufenflur“. Das Kloster Herrenalb bestimmte maßgeblich die Entwicklung des Höhenortes, das Leben war von Landwirtschaft und Holzhandel geprägt. Zusammen mit Rotensol gehörte Neusatz eine lange Zeit dem Kirchspiel Dobel an.
Der Ortsname wurde 1257 zum ersten Mal als „Nivesatze“ erwähnt, dies entstammt womöglich dem Wort der neuen Siedlung und meint die neueste Ortsgründung auf der Höhe („neu“ – Neuland). Im Mittelhochdeutschen bedeutet „satz“ so viel wie ein Ort, an dem etwas hingesetzt oder hingepflanzt wird.
1965 wurde die Evangelische Auferstehungskirche erbaut.

## Politik

### Gemeinderat

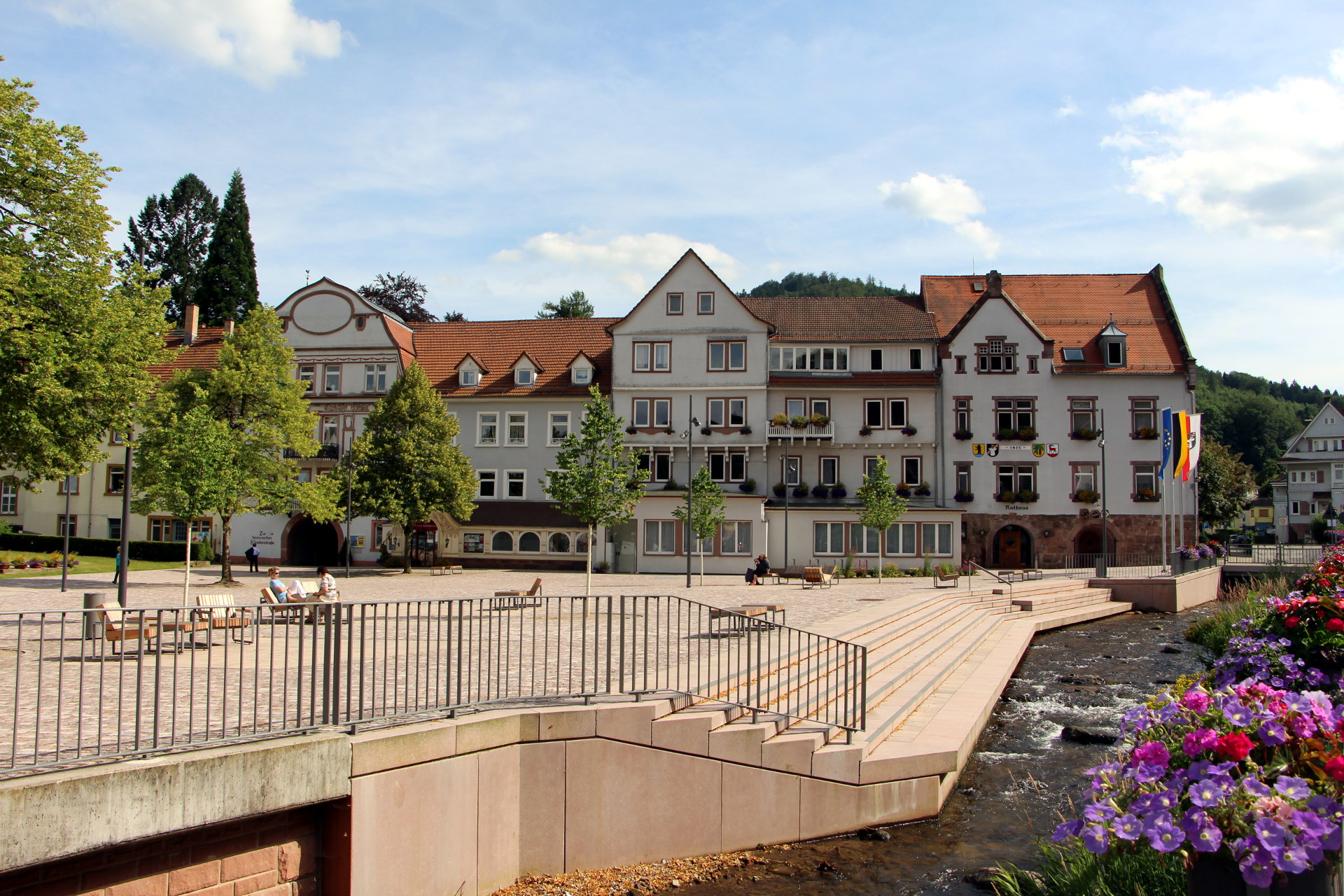
Rathaus mit renoviertem Vorplatz und renaturierter Alb

In Bad Herrenalb wird der Gemeinderat nach dem Verfahren der unechten Teilortswahl gewählt. Dabei kann sich die Zahl der Gemeinderäte durch Überhangmandate verändern. 2024 hat der Gemeinderat in Bad Herrenalb 22 Mitglieder, 2019 waren es 15. Er besteht aus den gewählten ehrenamtlichen Gemeinderäten und dem Bürgermeister als Vorsitzendem. Der Bürgermeister ist im Gemeinderat stimmberechtigt.
Die Kommunalwahl am 9. Juni 2024 führte zu folgendem vorläufigen Endergebnis.
| Partei/Liste                                  | Stimmenanteil 2024 | Sitze | Stimmenanteil 2019 | Sitze |
| --------------------------------------------- | ------------------ | ----- | ------------------ | ----- |
| Christlich Demokratische Union (CDU)          | 20,36 %            | 4     | 26,3 %             | 4     |
| Sozialdemokratische Partei Deutschlands (SPD) | 5,83 %             | 1     | 7,2 %              | 1     |
| Unabhängige Bürgervereinigung Bad Herrenalb   | 32,46 %            | 7     | 23,0 %             | 3     |
| Bürgerforum Bad Herrenalb                     | nicht kandidiert   |       | 10,1 %             | 1     |
| Grüne Liste Bad Herrenalb                     | 17,72 %            | 4     | 18,4 %             | 3     |
| Freie Wähler Bad Herrenalb                    | nicht kandidiert   |       | 14,9 %             | 2     |
| Pro Bad Herrenalb und Höhenorte               | 11,60 %            | 3     | nicht kandidiert   |       |
| AfD                                           | 9,38 %             | 2     | nicht kandidiert   |       |
| Liste Manfred Senk                            | 2,65 %             | 1     | nicht kandidiert   |       |
| Gesamt                                        | 100 %              | 22    | 100 %              | 14    |

### Bürgermeister
| - 1650–1719: Johann Jakob Benckiser - 1719–1732: Jakob Friedrich Benckiser - 1732–1763: Johann Adam Benckiser - 1763–1794: Georg Adam Benckiser - 1794–1805: Christian Friedrich Benckiser - 1805–1810: Jakob Friedrich Waidner - 1811–1836: Johann Jakob Gräßle - 1836–1842: Karl Bullinger - 1842–1851: Jakob Friedrich Waidner - 1851–1854: Jakob Gräßle - 1854–1891: Erhard Beutter | - 1891–1901: Hermann Beutter - 1902–1935: Leonhard Grüb - 1936–1942: Erwin Eisenbraun - 1942–1945: Leonhard Grüb - 1945: Gustav Theodor Lang - 1945–1948: Oswald Zobel - 1949–1961: Robert Langenstein - 1962–1996: Robert Traub (CDU) - 1996–2004: Manfred Renz (GRÜNE) - 2004–2020: Norbert Mai - ab 2020: Klaus Hoffmann |

Am 10. November 2019 wurde im zweiten Wahlgang Klaus Hoffmann (parteilos) mit 39,42 Prozent der Stimmen zum neuen Bürgermeister von Bad Herrenalb gewählt. Die Wahlbeteiligung lag bei 47,47 Prozent.

### Wappen und Flagge
|  |  |

| | Blasonierung: „In Schwarz ein doppelreihig rot-silbern geschachter Schräglinksbalken belegt mit einer rotgefütterten silbernen Albe, durch die ein linksgewendeter pfahlweiser goldener Abtsstab gesteckt ist.“ |
| Wappenbegründung: Die Siedlung Bad Herrenalb am Oberlauf der Alb wuchs um das 1148/49 gegründete und 1535 zerstörte Zisterzienserkloster herum. Die 1791 aus ehemaligem Kloster und Klosterweiler gebildete bürgerliche Gemeinde entwickelte sich zu einem Kurort, der 1887 zur Stadt erhoben wurde und seit 1971 das Prädikat „Bad“ führt. Das erste bekannte Siegel stammt aus der Zeit um 1800 und zeigt die Symbole der Abtei: den Schachbrettbogen und einen quer gestellten Abtsstab. Seit Ende des 19. Jahrhunderts verwendet die Stadt das Wappen der Abtei selbst, das dieselben Symbole sowie eine weiße Albe zeigt. Die Albe ist auch ein redendes Element, da der älteste Name des Klosters „Monasterium in Alba“ und Alba der Name des Tals war, in dem sich die Abtei befand. Die rot-weiß gestreifte Bannerflagge trägt nach oben versetzt das in Details mit abweichender Figurenstilisierung dargestellte Stadtwappen. | |

### Städtepartnerschaften
Bad Herrenalb hat keine Partnerstädte. Hingegen besteht eine enge Zusammenarbeit mit der Nachbargemeinde Dobel.

## Wirtschaft und Infrastruktur

### Verkehr

#### Straßen
Die Landesstraße 564 durchquert Bad Herrenalb in Nord-Süd-Richtung und bindet die Stadt über das Albtal an Ettlingen im Norden und über die Passhöhe Käppele an Gernsbach im Südwesten an. Der Abschnitt in Richtung Ettlingen und zur Bundesautobahn 5 ist die am stärksten befahrene Strecke. Am Kreisverkehr in der Stadtmitte zweigt die L 340 ostwärts nach Dobel und ins Enztal ab. An der Eyachbrücke bei Höfen an der Enz erreicht sie die Bundesstraße 294.
Die Kreisstraße 4331 verläuft von Moosbronn im Nordwesten kommend über Bernbach, das nördliche Ortsende Bad Herrenalbs, Rotensol und Neusatz nach Dobel. Neusatz ist über eine weitere Kreisstraße mit Straubenhardt verbunden.

#### Eisenbahn

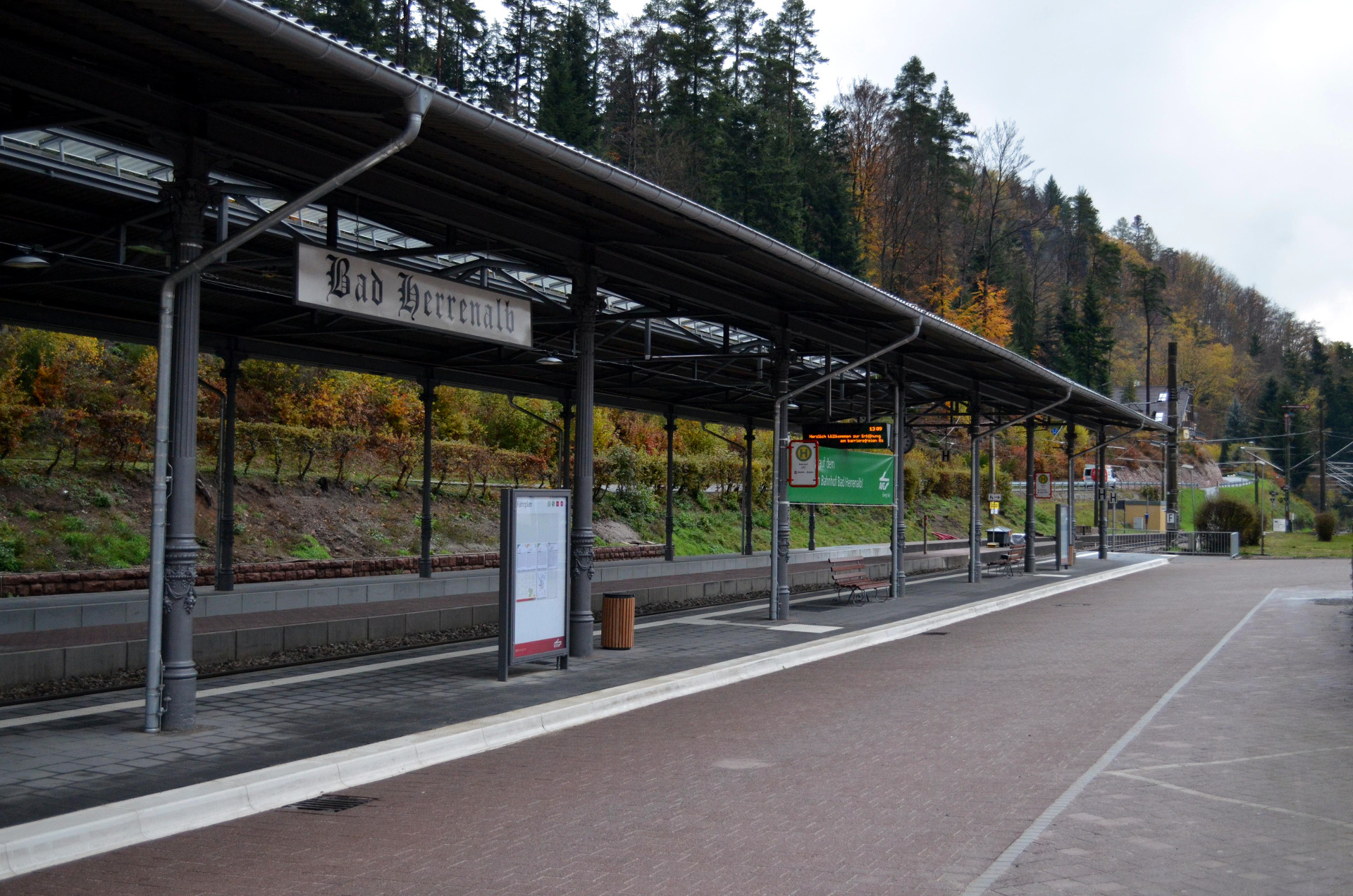
2016 barrierefrei umgebauter Bahnsteig Bahnhof Bad Herrenalb

Seit dem Bau der Albtalbahn im Jahr 1898 ist Herrenalb an das Eisenbahnnetz angeschlossen. Zuerst schmalspurig errichtet und später von der Einstellung bedroht, wurde sie in den 1960er Jahren auf Normalspur umgestellt und ist seitdem in das Karlsruher Stadtbahnnetz integriert.
Heute ist der Bahnhof Bad Herrenalb über die Stadtbahnlinie S1 der Albtal-Verkehrs-Gesellschaft (AVG) (über Karlsruhe nach Hochstetten) an den Karlsruher Nahverkehr angeschlossen. Auf dem Streckenabschnitt nach Ettlingen verkehren von Mai bis Oktober an mehreren Sonntagen Museumszüge der Ulmer Eisenbahnfreunde.

#### Öffentlicher Personennahverkehr
Bad Herrenalb besitzt die Besonderheit, dass der Ort in zwei Verkehrsverbünden liegt, der wichtigere und seit 1994 bestehende Verkehrsverbund ist jener aus Karlsruhe. Seit 1998 gehört Bad Herrenalb zusätzlich zur Verkehrsgesellschaft Bäderkreis Calw, dies ist mit der Zugehörigkeit zum Landkreis Calw zu begründen.
Der Tarif der VGC findet innerhalb des Ortes keine Anwendung, in den Bussen und Bahnen sind dafür auch keine Fahrkarten erhältlich, mit Ausnahme der Linien 716, 719, (723), die in den Kreis Calw führen.
Des Weiteren ist Bad Herrenalb über Buslinien mit Pforzheim (716), Baden-Baden (244), Bad Wildbad (719) und dem Gaistal (116) verbunden. Bis Januar 2008 gab es in Bad Herrenalb einen Gästebus (ex. 111), der aus Kostengründen und wegen mangelnder Nachfrage eingestellt wurde. Er wurde von der AVG gefahren. Die meisten Linien fahren unter der Woche im Stundentakt, zu Spitzenzeiten teilweise sogar öfter bzw. mehrere Linien ergänzen sich zu einem dichteren Takt (716 und 719), am Wochenende wird meist nur ein Zweistundentakt angeboten. Bis zum September 2011 wurde unter der Woche auf der Linie 244 ein ganztägiger Stundentakt angeboten, der jedoch aufgrund geänderter Finanzierungsvereinbarungen am Vormittag auf zwei wichtige Schulfahrten reduziert wurde. Zum Dezember 2012 wurde der Verkehr der Linien 113 und 116 ausgeschrieben sowie die Finanzierung geändert. Daher kam es zu einer deutlichen Reduzierung des Verkehrsangebotes, sodass seitdem täglich nur noch im Zweistundentakt mit einzelnen Verdichtern gefahren wird. Mit dem Fahrplanwechsel 2013/2014 entfielen am Wochenende sämtliche Fahrten der Linie 719, da die Leistungen der eingebundenen Linie 723 erheblich gekürzt wurden. Zum 1. September 2015 wurde der Verkehr am Wochenende im Zweistundentakt wieder aufgenommen. Die Linien 113 und 116 erfuhren eine schrittweise Verbesserung im Dezember 2014 und November 2015.
Bis 2012 verkehrte im Ort die Falkenburgbahn.

### Bildungseinrichtungen

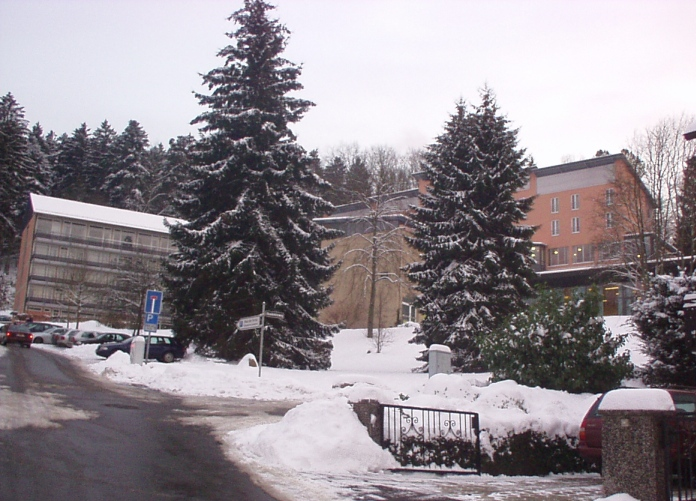
Haus der Kirche im Winter

In Bad Herrenalb gibt es mit der Falkensteinschule eine Grundschule. Für weiterführende Schulen müssen die Kinder und Jugendlichen in benachbarte Gemeinden bzw. Städte wie bspw. Ettlingen fahren.

### Haus der Kirche
In Bad Herrenalb befindet sich das Haus der Kirche. Die Tagungsstätte wurde 1997 vollständig renoviert und erweitert. Seit den 50er Jahren ist das Haus Tagungsort der Landessynode der Evangelischen Landeskirche in Baden und der Evangelischen Akademie Baden. Dabei besteht die Besonderheit, dass Bad Herrenalb geografisch zur Evangelischen Landeskirche Württemberg gehört. Das Haus im Eigentum der Evangelischen Landeskirche in Baden liegt somit außerhalb ihres geografischen Zuständigkeitsgebietes.
Zahlreiche andere kirchliche Gruppen setzen sich regelmäßig im Haus der Kirche mit religiösen und gesellschaftlichen Fragen auseinander. Darüber hinaus wird die Tagungsstätte auch von Industrieunternehmen, Universitäten, Forschungseinrichtungen, Verbänden und anderen gesellschaftlichen Gruppen genutzt.

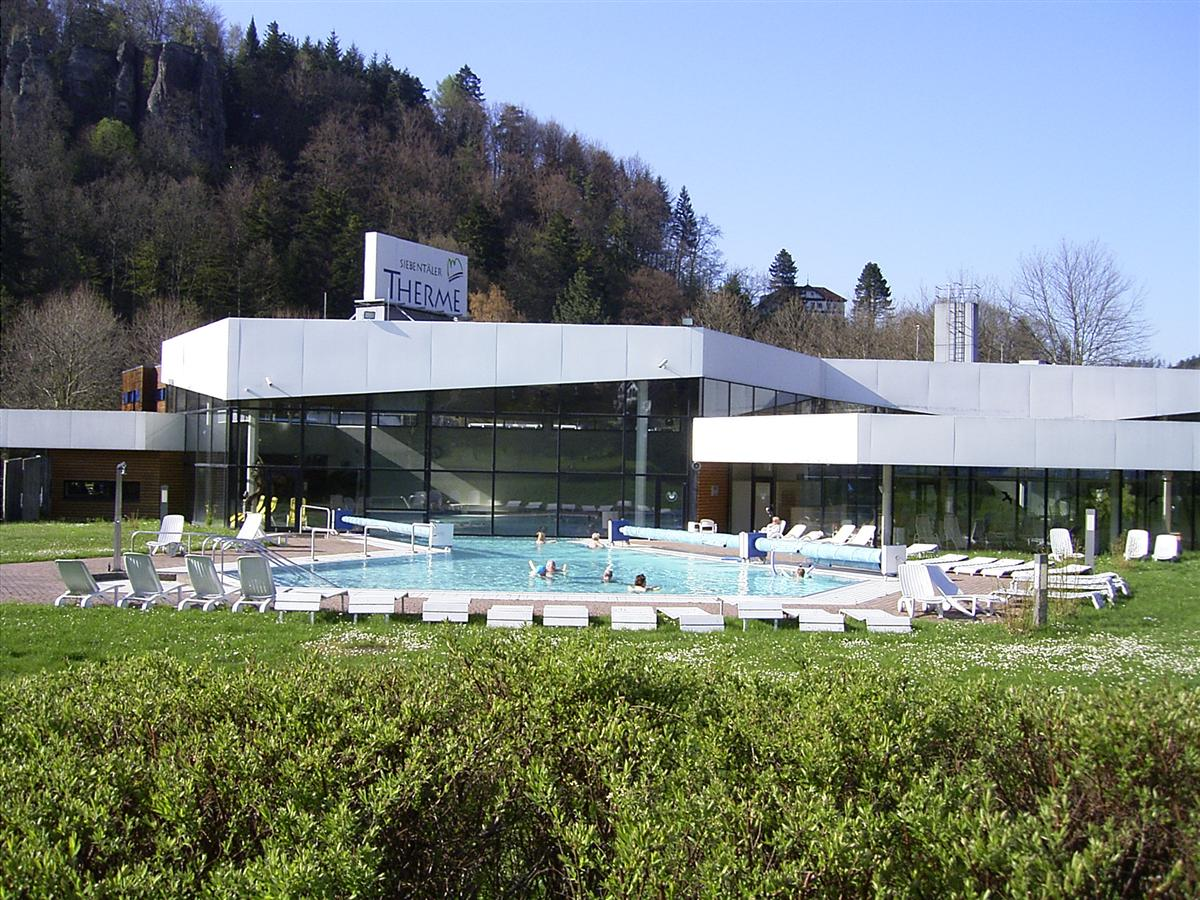
Siebentäler-Therme

### Freizeit- und Sportanlagen
- Thermalbad Siebentäler Therme
- Fitness Center Forum
- Badminton Verein Neusatz-Bad Herrenalb
- Albtal-Arena (Adventure-Camping)
- Waldfreibad
- Drachenflugplatz in Althof
- Reitanlage in Rotensol
- Mountainbike-Strecken
- 9-Loch-Golfplatz
- verschiedene Sportkletterrouten an den Felsen des umliegenden Albtales

### Gesundheitswesen
Drei Fach- und Rehabilitationskliniken gibt es in Bad Herrenalb.
Die SRH Gesundheitszentren Nordschwarzwald betreiben mit dem SRH Gesundheitszentrum Bad Herrenalb (ehemals Fachklinik Falkenburg) eine Rehabilitationsklinik für die Bereiche Kardiologie/Angiologie, Neurologie und Orthopädie mit 275 Betten.
Die Psychosomatische Fachklinik Celenus Klinik Bad Herrenalb hat 145 Betten.
Eine kleinere private Fachklinik für Psychiatrie und Psychotherapie, Neurologie und Psychosomatik ist die Sanima Klinik.

## Kultur und Sehenswürdigkeiten

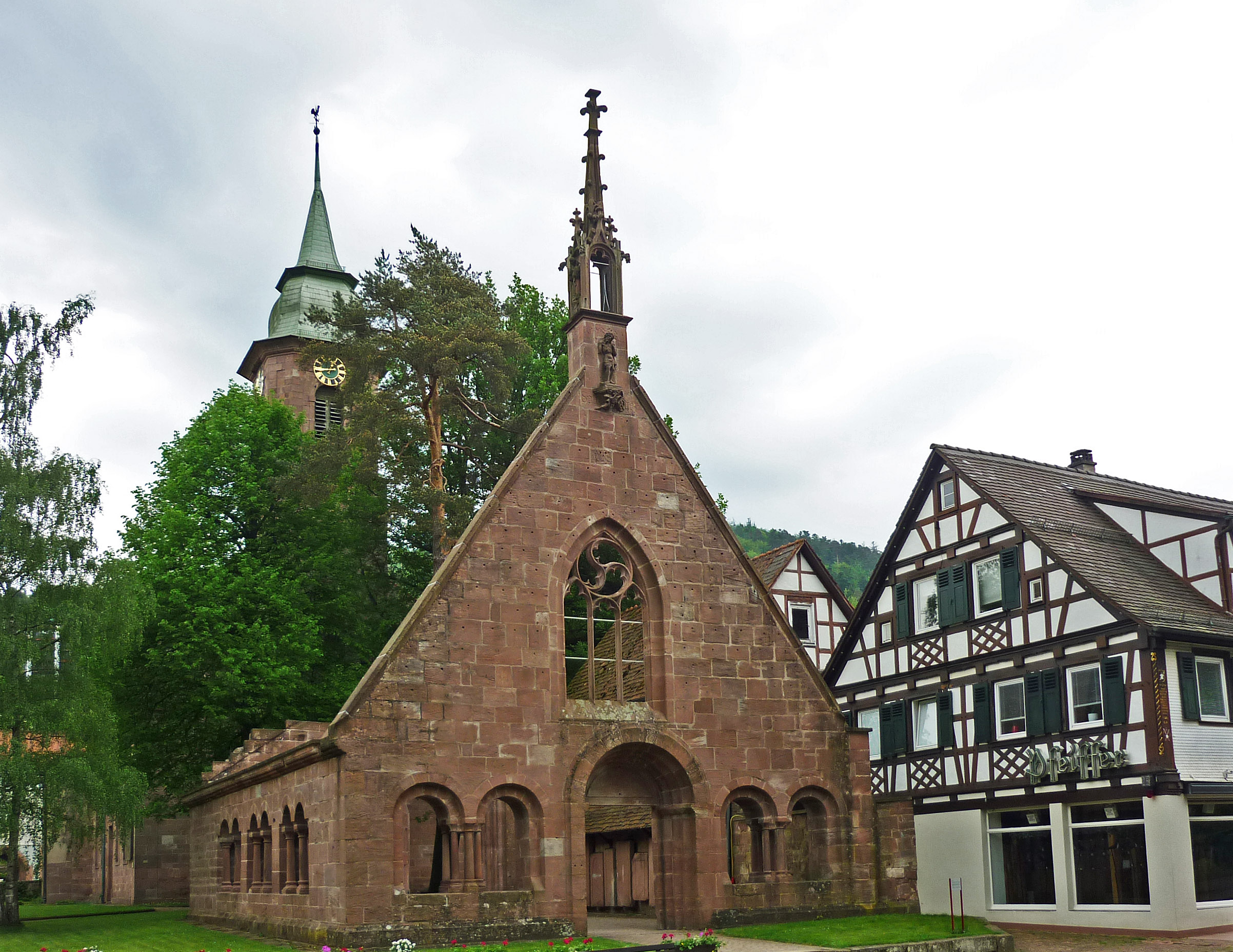
Klosterruine Bad Herrenalb

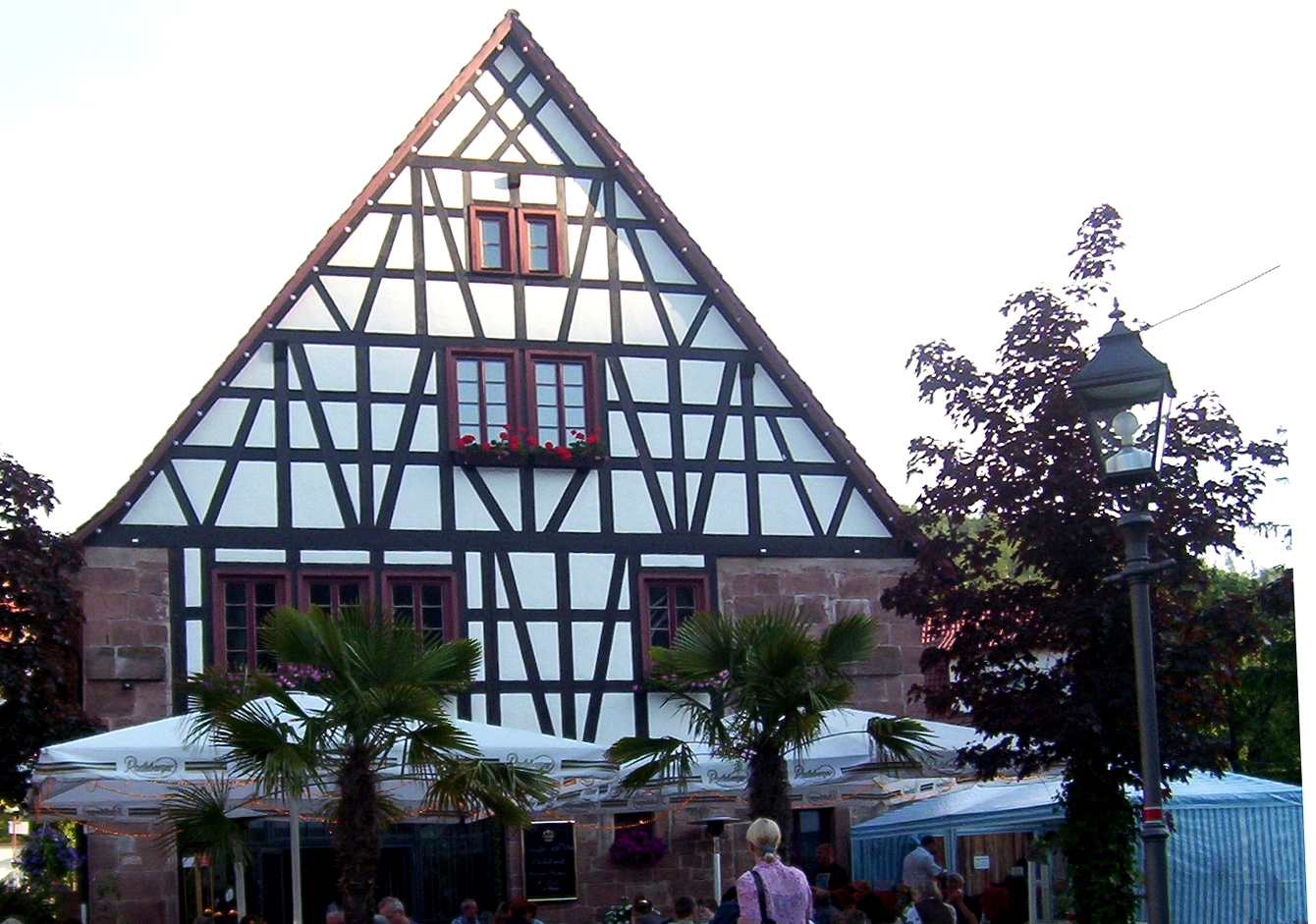
Ehemalige Klosterscheuer (Vorderansicht)

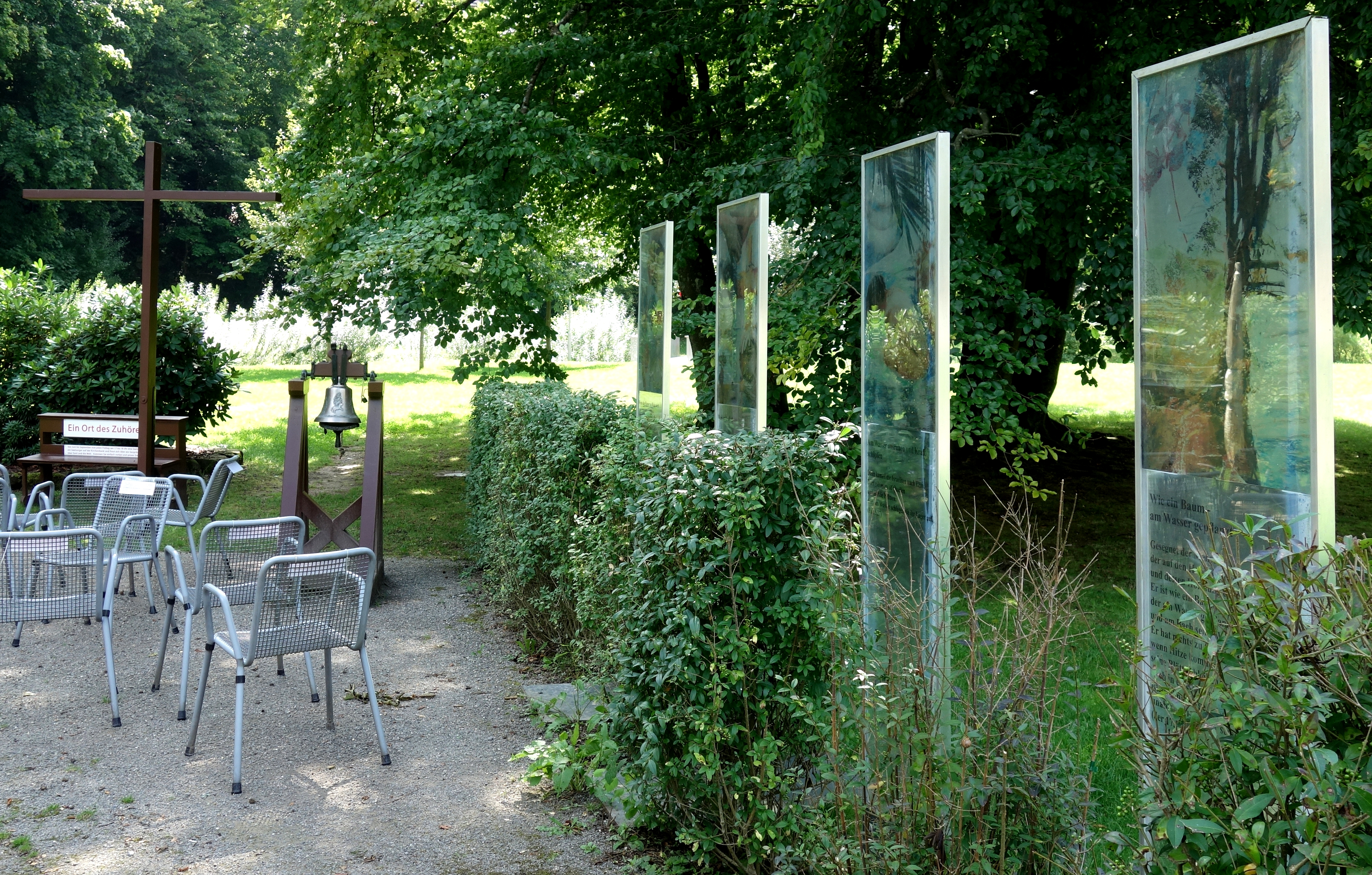
Treffpunkt Kirche, im Kurpark angelegt anlässlich der Gartenschau 2017

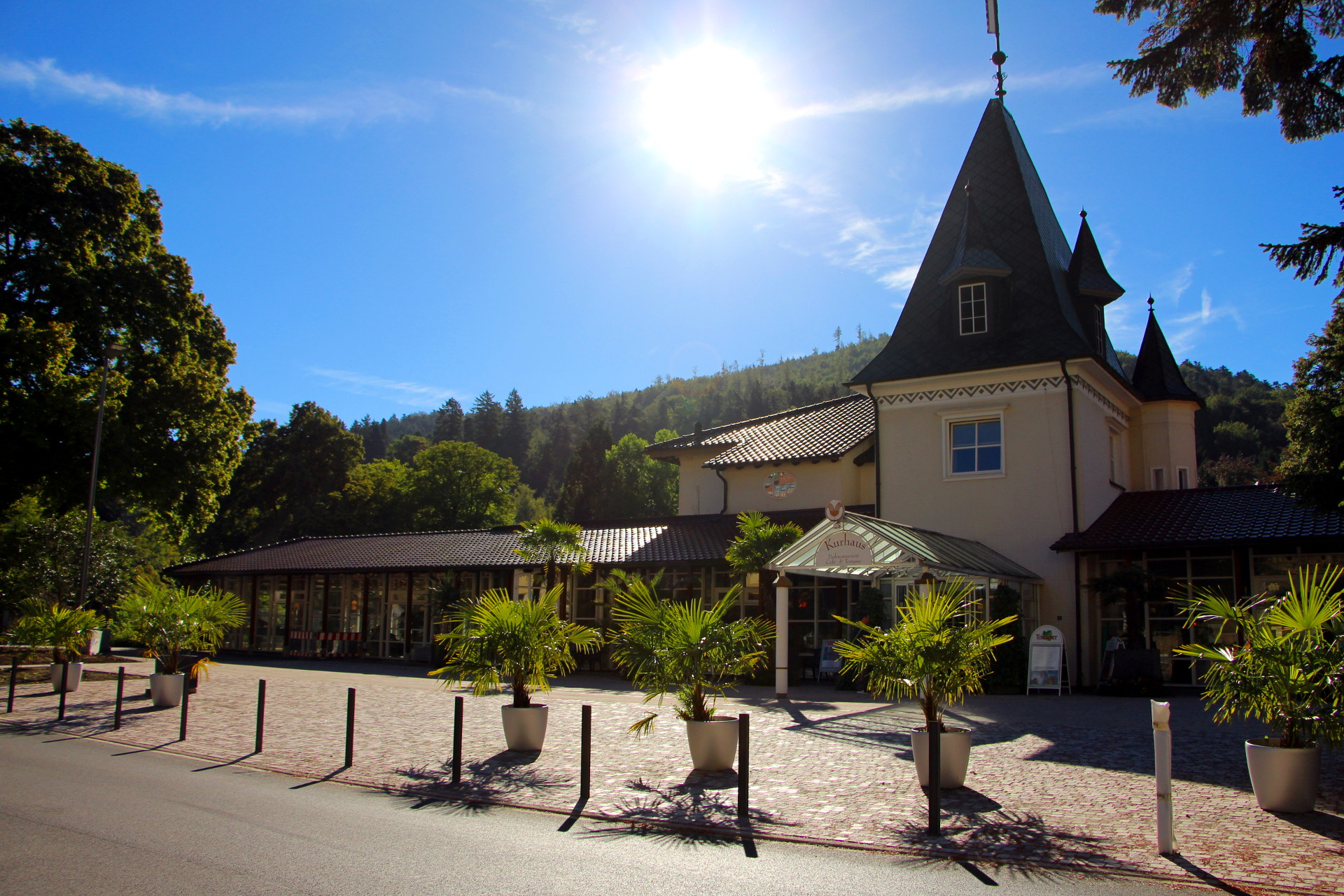
Kurhaus

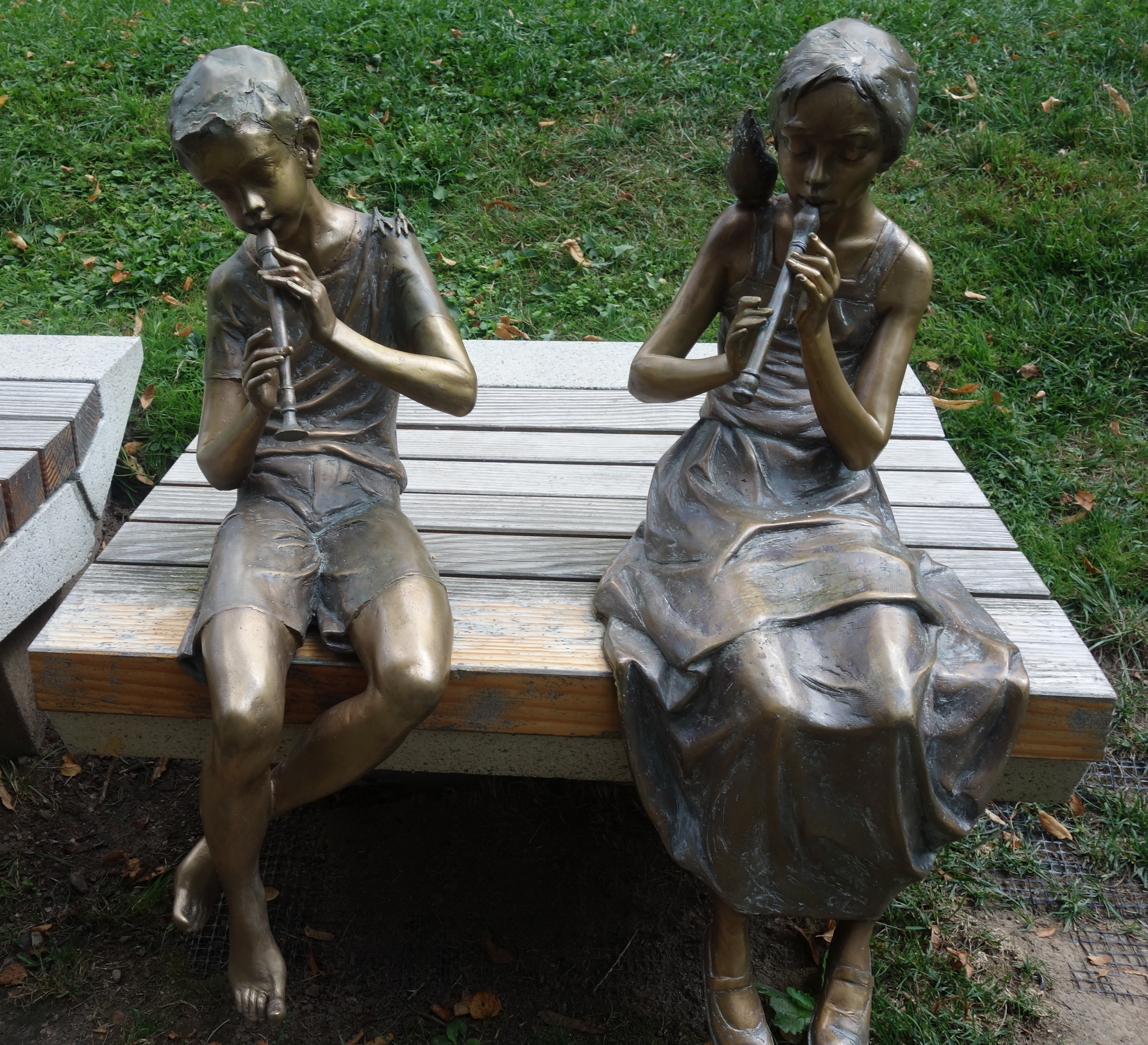
Bronzeskulpturen „Mädchen mit Flöte“ und „Junge mit Flöte“ von Pawel Andryszewski im Kurpark

### Kloster
In der Stadtmitte befinden sich die Reste der ehemaligen Zisterzienserabtei Herrenalb. Neben der Klosterkirche und den Ruinen des ehemaligen Paradieses lassen sich Gebäude, Mauern und andere historische Reste des ehemaligen Klosters entdecken. Unweit der Klosteranlagen befindet sich die ehemalige Klosterscheuer, die heute ein Restaurant beherbergt.
Zur Erkundigung der Sehenswürdigkeiten schuf die Gemeinde den Historischen Weg Kloster Herrenalb mit zahlreichen Infotafeln.

### Weitere Baudenkmäler
- St. Bernhards-Kirche (1905, neoromanisch)

### Museum Bad Herrenalb
Das Museum Bad Herrenalb zeigt die Tradition und das Handwerk der thematisch besonderen Feierabendziegel (Motivziegel) der Sammlung Edmund Bernt. Die Geschichte des Daches und die Sozialgeschichte der Ziegler runden die Dauerausstellung ab. Der regionale Bezug wird durch frühe Ziegel der ehemaligen klösterlichen Ziegelhütte in Herrenalb aus dem 15. Jahrhundert hergestellt. Der älteste Feierabendziegel des Museums stammt aus dem Jahr 1437.

### Regelmäßige Veranstaltungen
Im Jahreskalender der Stadt sind traditionelle Feste, Märkte und Kulturveranstaltungen verankert. Dazu zählen das Internationale Klavierduo-Festival ab Christi Himmelfahrt, der Kunsthandwerkermarkt an Pfingsten, das Sommernachtstheater im Juni und Juli, der Stadtlauf der Skizunft Mitte Juli, das Klosterfest am ersten Augustwochenende, das Bahnhofsfest am dritten Augustwochenende, der Herbstmarkt Anfang Oktober sowie der Adventsmarkt Anfang Dezember. In der Klosterkirche finden seit 2006 die halbjährlichen Benefizkonzerte Klassik im Kloster statt.

### Gartenschau 2017
Am 15. Dezember 2009 erhielt die Stadt Bad Herrenalb vom Land Baden-Württemberg den Zuschlag für die Gartenschau 2017. Sie wurde als „kleine“ Gartenschau durchgeführt, welche im jährlichen Wechsel mit den großen Landesgartenschauen stattfinden.
Die Veranstaltung fand vom 13. Mai bis zum 10. September 2017 unter dem Motto „Blütentraum & Schwarzwaldflair“ statt. Hierfür wurde der Kurparkbereich und die Schweizerwiese, wie auch der Rathausplatz und die Kurpromenade erheblich aufgewertet. Es wurden mehr als 380.000 Besucher gezählt.

## Persönlichkeiten
- Alexander Beutter (1862–1952), Pfarrer und Gesangslehrer
- Carl Seilacher (1882–1958), evangelischer Pfarrer, Schriftsteller und Archivar
- Ludwig Hilmar Kresse (1914–1985), Bauingenieur und Architekt, Fachhochschul-Rektor
- Roderich Cescotti (1919–2015), Generalmajor und Buchautor
- Friedrich Kübler (1922–1990), Politiker (NPD), Inhaber einer Pension in Bad Herrenalb
- Walther H. Lechler (1923–2013), Begründer des Bad Herrenalber Modells, eines psychotherapeutischen Gemeinschaftskonzeptes für psychisch erkrankte Menschen
- Wilhelm Hermann Wacker (1931–2013), Wirtschaftswissenschaftler, geboren in Bad Herrenalb-Neusatz, Professor und Dekan in Göttingen